# HD 75811
HD 75811，又名BD+05 2074，SAO 117214、HR 3526，是一颗恒星，视星等为6.33，位于銀經222.55，銀緯29.26，其B1900.0坐标为赤經8h 47m 7.3s，赤緯+5° 29.26′ 59″。